# Johann Jakob von Tschudi
Johann Jakob von Tschudi, född den 25 juli 1818 i Glarus, död den 18 oktober 1889 på Jakobshof, Nieder-Oesterreich, var en schweizisk naturforskare, bror till Friedrich von Tschudi och far till Hugo von Tschudi.
von Tschudi företog 1838-42 en resa i Peru och besökte 1857-59 Brasilien, Argentina, Chile, Bolivia och Peru samt 1860-62, som schweiziskt utomordentligt sändebud, åter Brasilien, då han särskilt studerade invandringsförhållandena i dess mellersta och södra provinser. 
Åren 1866-72 var han chargé d'affaires och 1872-83 envoyé i Wien. Hans främsta skrifter är Fauna peruana (5 band, 1844-46), Peru. Reiseskizzen (2 band, 1846), Antiguedades veruanas (tillsammans med Don Mariano de Rivero, 1851), Die kechuasprache (1853) och Reisen durch Südamerika (5 band, 1866-69).